# Annett Davis
Annett Davis (ur. 22 września 1973 w Long Beach) – amerykańska siatkarka plażowa, wicemistrzyni Świata z 1999 roku w parze z Jenny Johnson Jordan. W 1999 roku Annett i Jenny były najlepszym duetem w siatkówce plażowej pod względem zwycięstw. W 2003 roku para wzięła udział w Mistrzostwach Świata w Rio de Janeiro, gdzie przegrały w meczu o trzecie miejsce z Australijkami Natalie Cook i Nicole Sanderson. W 2004 roku Davis na turnieju AVP w Honolulu zdobyła tytuł "Queen of the beach" pokonują w finale Kerri Walsh i Misty May.